# NGC 1496
NGC 1496 je otvoreni skup u zviježđu Perzeju. 

## Vanjske poveznice
- SEDS: NGC 1496